# Madamba
Madamba ist eine philippinische Stadtgemeinde in der Provinz Lanao del Sur. Sie hat 17.756 Einwohner (Zensus 1. August 2015).

## Baranggays
Madamba ist administrativ in 24 Baranggays unterteilt.
| - Balintad - Balagunun - Bawang - Biabe - Bubong Uyaan - Cabasaran - Dibarusan - Lakitan - Liangan - Linuk - Lumbaca Ingud - Palao | - Pantaon - Pantar - Madamba - Punud - Tuca - Uyaan Proper (Pob.) - Tulay - Ilian - Pagayonan - Pangadapan |